# David Hahalejsvili
David Hahalejsvili, grúzul: დავით ხახალეიშვილი (Kutaiszi, 1971. február 28. – 2021. január 11.) olimpiai bajnok szovjet-grúz cselgáncsozó.

## Pályafutása
1979-ben kezdett el cselgánccsal foglalkozni. Nehézsúlyban és abszolút kategóriában versenyzett. 1989-ben került be a szovjet válogatottba, mikor harmadik lett a szovjet bajnokságon. 1990-ben szovjet, 1991–92-ben az Egyesített Csapat tagjaként, 1993-től grúz színekben versenyzett a nemzetközi tornákon. Az 1992-es barcelonai olimpian nehézsúlyban olimpiai bajnok lett. A világbajnokságokon két-két arany- és bronz-, az Európa-bajnokságokon három arany- és egy bronzérmet szerzett.

## Sikerei, díjai
- Olimpiai játékok – 95+ kg
  - aranyérmes: 1992, Barcelona
- Világbajnokság – 95+ kg
  - 2. (2): 1991, 1993
  - 3. (2): 1993 (abszolút), 1995
- Európa-bajnokság – 95+ kg
  - aranyérmes (3): 1993, 1993 (abszolút), 1996
  - 3.: 1990 (abszolút)